# 科羅斯托維奇
49°15′19″N 24°39′42″E / 49.25528°N 24.66167°E
科羅斯托維奇（烏克蘭語：Коростовичі），是烏克蘭西部的村莊，隸屬伊萬諾-弗蘭科夫斯克州的伊萬諾-弗蘭科夫斯克區。該村始建於1444年，面積7.02平方公里，海拔高度232米，2001年人口502，人口密度每平方公里71.5人。